# Malatesta

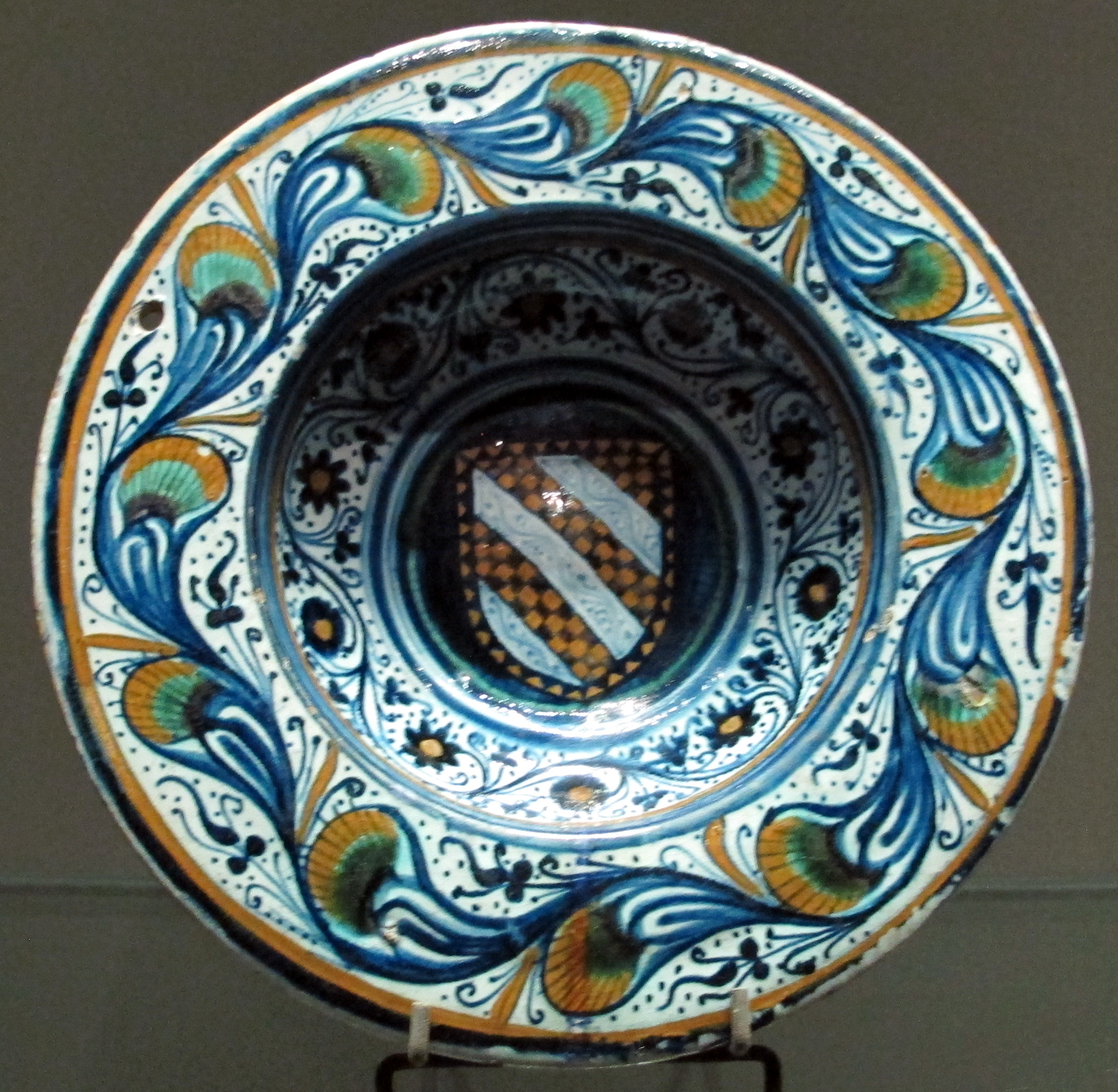
Stemma di Casa Malatesta su di una coppa di Faience, 1480 circa

I Malatesta (o Malatesti, dal latino "de Malatestis"), originari del Montefeltro, furono una nobile famiglia italiana, tra le più importanti e influenti del Medioevo, che dominò sulla Signoria di Rimini, sulla Signoria di Brescia e su vari territori della Romagna  dal 1295 al 1500 (e successivi brevi periodi).
Nel periodo di massima influenza, estesero i propri domini lungo la costa marchigiana, fino ad Ascoli Piceno, Senigallia, Sansepolcro e Citerna, e a Nord, sui territori di Bergamo e di Brescia.

## Storia

### Origini
Almeno a partire da Galeotto I Malatesta, la dinastia coltivava la pretesa di far risalire le proprie origini sino alla Gens Cornelia e a Scipione l'Africano, a tal punto da inserire l'elefante nei propri stemmi araldici. Altre fonti precedenti, guardate dagli storici con altrettanto scetticismo, attribuiscono ad Azzo di Lotaringia o Lorena e a Matilde (figlia di Ottone II e sorella di Ottone III) il figlio Malatesta I detto "il Tedesco", considerato il capostipite della stirpe.
L'appellativo Malatesta risalirebbe al X secolo e sarebbe da riferire ad un esponente della progenie, Rodolfo, che avrebbe dimostrato coraggio e tenacia nel difendersi dagli attacchi esterni.

### A Rimini
Stando ai soli documenti, il nome Malatesta appare in sporadici atti notarili dell'XI secolo riferiti a fondi presso Gabicce, Gatteo, Poggio Berni. Il primo Malatesta attestato come cittadino riminese di rango era figlio di un Giovanni morto nel 1150; possedeva terre fra Marecchia e Rubicone e sposò Berta Traversari della potente famiglia ravennate. Ebbe due figli: Giovanni e Malatesta detto "della Penna". Giovanni fu il capostipite del ramo dei Malatesta conti di Sogliano. Verso la fine del XII secolo i fratelli controllavano il castello di Verucchio, finché nel 1197 la famiglia si sottomise al Comune di Rimini.
Nel 1216 Malatesta "della Penna" oltre a Verucchio possedeva Pennabilli, Roncofreddo e Ciola. Militava fra i ghibellini e nel 1223 fu podestà a Pistoia. Nel 1230 assieme ai magnati di Ravenna, Forlì e Bertinoro, giurò fedeltà a Federico II. Morì nel 1248.

### Ascesa
Suo figlio Malatesta da Verucchio (1212-1312) nel 1248, dopo la sconfitta di Federico II nella battaglia di Parma, passò repentinamente alla parte guelfa. Dopo alterne vicende, nel 1295 riuscì a ottenere il pieno controllo di Rimini scacciandone i ghibellini Parcitade e meritandosi l'appellativo dantesco di "Mastin Vecchio".

#### Gianciotto e Francesca
Il suo figlio maggiore Giovanni Malatesta (detto Gianciotto) resta famoso per la tragedia che lo vide coinvolto (forse a Gradara) nel 1285 quando sua moglie Francesca da Polenta, scoperta in adulterio con Paolo, suo fratello minore, fu uccisa assieme al cognato-amante. Taciuto dalle fonti coeve, questo sfortunato amore fu cantato da Dante Alighieri nel V canto dell'Inferno, il canto dei lussuriosi.

### XIV e XV secolo
Nel XIV e XV secolo i Malatesta conquistarono numerose città della Romagna e delle Marche, comprese Pesaro, Fano, Cesena, Cervia, Senigallia e Fossombrone. A sud, il loro dominio si estese ad Ascoli, dove nel 1349 Galeotto fece costruire Forte Malatesta, e saltuariamente alla stessa Ancona. Verso sud-ovest la signoria comprendeva Sansepolcro (1371-1430) e Citerna. Nei primi anni del '400 Pandolfo III "il Grande" fu signore di Brescia (dal 1404 al 1421) e Bergamo.

#### Sigismondo Pandolfo

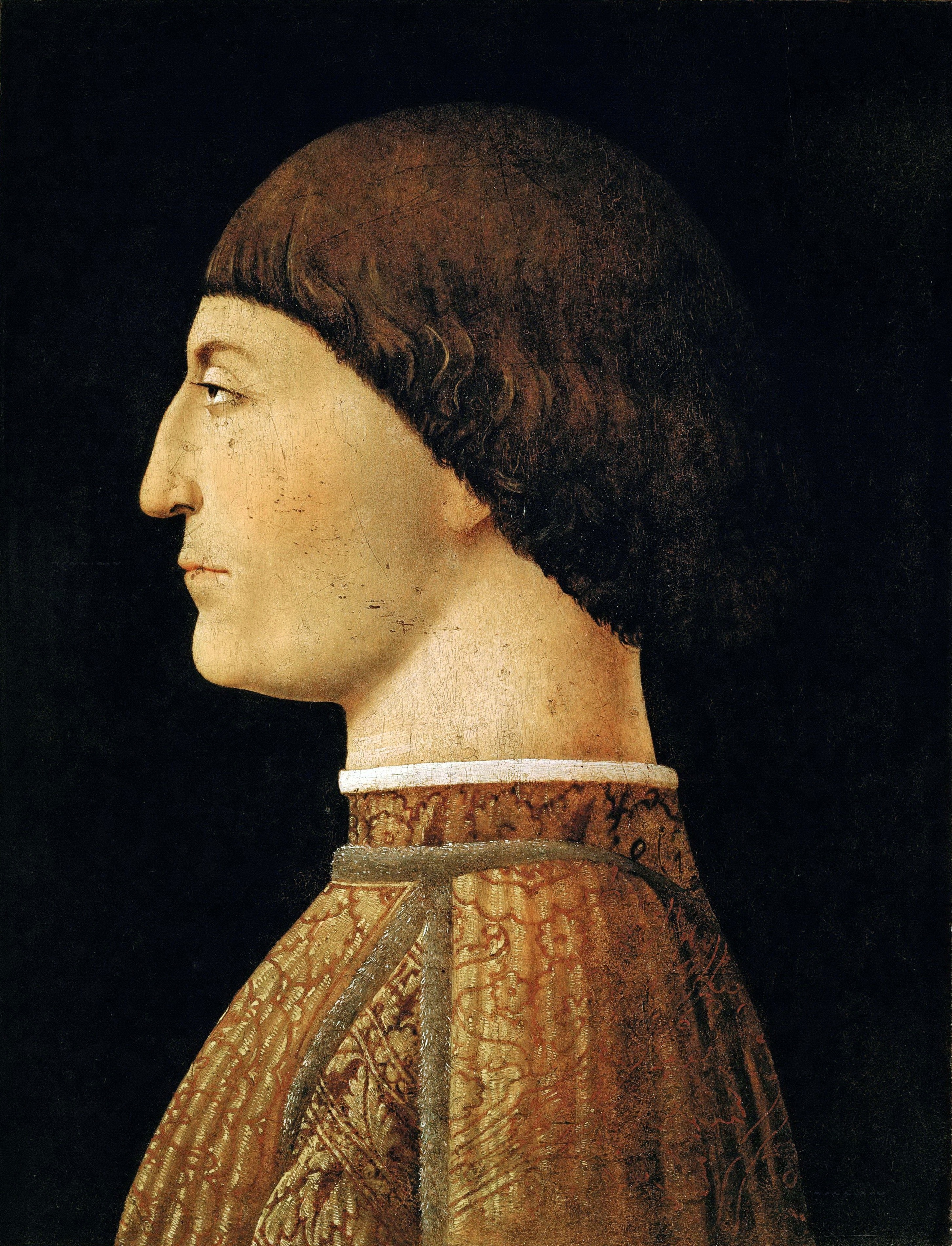
Piero della Francesca, Sigismondo Pandolfo Malatesta, 1451 circa.

Molti Malatesta furono condottieri al servizio di alcuni Stati italiani. Il più famoso fu Sigismondo Pandolfo Malatesta, nato a Brescia, con cui la famiglia toccò l'apice della fama, ma che finì per perdere quasi tutto il suo stato ad opera del Papa e del Duca di Urbino Federico da Montefeltro.

### Perdita della Signoria
Roberto, figlio naturale di Sigismondo, usurpò il potere alla terza consorte di questi, Isotta, e al loro figlio Sallustio, da lui designati. Dopo l'occupazione di Cesare Borgia, nel 1522-1523, l'erede Pandolfo IV, detto "Pandolfaccio", fu di nuovo signore di Rimini, insieme al rampollo Sigismondo I, ancora nel 1527-1528, quando il territorio fu definitivamente incorporato nei domini della Chiesa.

## Signori di Fano
- Galeotto I Malatesta - 1357-1385
- Pandolfo III Malatesta - 1385-1427
- Carlo I Malatesta - 1427-1429
- Galeotto Roberto Malatesta - 1429-1432
- Sigismondo Pandolfo Malatesta - 1432-1463

dal 1463 allo Stato della Chiesa

## Conti di Sogliano (1255-1640)
- Giovanni Malatesta - 1255-1299[12]
- Guglielmo Malatesta - 1299-1316[12]
- Ramberto Malatesta - 1316-1348[12]
- Malatesta Malatesta - 1348-1389?[12]
- Giovanni Malatesta - 1389-1442[12]
- Giovanni Malatesta - 1442-1452[12]
- Carlo Malatesta - 1456-1486[13]
- Ramberto Novello Malatesta - 1487-1532 (con Girolamo Malatesta)[14]
- Carlo Malatesta - 1532-1544[14]
- Giovanbattista Malatesta - 1544-1592[14]
- Sigismondo Malatesta - 1592-1639[15]

dal 1640 allo Stato della Chiesa

## Condottieri illustri

### XIII e XIV secolo
- Malatesta I detto "della Penna" (1183 – 1248), figlio di Malatesta III Minore, fu un condottiero e podestà di Pistoia nel 1228 e di Rimini nel 1239 e nel 1247;
- Malatesta I (II) detto "Mastin Vecchio" (1212 – 1312), figlio di Malatesta I della Penna, fu un condottiero e signore di Rimini dal 1295 alla morte;
- Malatestino I detto "dell'Occhio" (... – 1317), figlio di Malatesta I (II) Mastin Vecchio, fu un condottiero e signore di Rimini dal 1312 alla morte;
- Giovanni "Gianciotto" detto "lo Sciancato" (... – 1304), figlio di Malatesta I (II) Mastin Vecchio, fu un condottiero e podestà di Pesaro dal 1294 alla morte;
- Paolo detto "il Bello" (... – 1285), figlio di Malatesta I (II) Mastin Vecchio, fu un condottiero e dal 1269 alla morte conte di Ghiaggiòlo, per il matrimonio con Orabile Beatrice, ultima contessa ereditaria di Ghiaggiòlo;
- Pandolfo I (... – 1326), figlio di Malatesta I (II) Mastin Vecchio, fu un condottiero e signore di Rimini dal 1317 alla morte;
- Giovanni II (... – 1299), fu un condottiero e conte di Sogliano;
- Ramberto II (... – 1348), figlio di Giovanni II Malatesta, fu un condottiero e conte di Sogliano;
- Guglielmo (... – post 1316), figlio di Giovanni II Malatesta, fu un condottiero e conte di Sogliano;
- Malatesta I noto come "Malatestino di Sogliano" (... – 1352 ca.), figlio di Giovanni II Malatesta, fu un condottiero e conte di Sogliano;
- Ferrantino (1258 – 1353), figlio di Malatestino dell'Occhio, fu un condottiero e signore di Rimini dal 1326 al 1335;
- Giovanni III (... – 1375), figlio di Malatestino dell'Occhio, fu un condottiero;
- Ramberto (... – 1330), figlio di Gianciotto lo Sciancato, fu un condottiero e assassino di Uberto. Dopo la morte di Pandolfo I non ottenne nessun dominio e per questo tradì la sua famiglia, cercando di uccidere, fallendo, vari membri. Pentito, si recò da Malatestino II Novelo implorando perdono, ma venne da lui assassinato;
- Uberto (1270 ca. – 1324), figlio di Paolo Malatesta, fu un condottiero, conte di Ghiaggiòlo e oppositore della sua stessa famiglia, per l'assassinio del padre da parte dello zio Gianciotto lo Sciancato. Venne a sua volta assassinato in una cospirazione, organizzata col cugino Ramberto, che gli si è rivoltata contro;
- Malatestino II detto "Novello" (... – 1335), figlio di Ferrantino Malatesta, fu un condottiero e luogotenente del padre nella podesteria di Cesena;
- Malatesta III detto "il Guastafamiglia" (1299 – 1363), figlio di Pandolfo I Malatesta, fu un condottiero e signore di Rimini, spodestando il cugino Ferrantino, dal 1335 alla morte;
- Galeotto I (1299 – 1385), figlio di Pandolfo I Malatesta, fu un condottiero e signore di Rimini dal 1372 alla morte;
- Ramberto I detto "il Contino" (1302 – 1367), figlio di Uberto Malatesta, fu un condottiero e conte di Ghiaggiòlo dal 1324 al 1367, imprigionato dai figli in un sotterraneo;
- Pandolfo II (1325 – 1373), figlio di Malatesta III Malatesta, fu un condottiero e podestà di Pesaro dal 1347 alla morte;
- Galeotto soprannominato "Malatesta Ungaro" (1327 – 1372), figlio di Malatesta III Malatesta, fu un condottiero e signore di Rimini dal 1363 alla morte;
- Niccolò I (... – 1374 ca.), figlio di Ramberto I Malatesta, fu un condottiero;
- Carlo I (1368 – 1429), figlio di Galeotto I Malatesta, fu un condottiero e signore di Rimini, Fano, Cesena, Fossombrone e Sansepolcro, dal 1385 alla morte;
- Pandolfo III detto "il Grande" (1369 ca. – 1427), figlio di Galeotto I Malatesta, fu un condottiero, signore di Brescia;
- Andrea (1373 – 1416), figlio di Galeotto I Malatesta, fu un condottiero ed è noto come "Malatesta da Cesena", per aver avuto in eredità dal padre nel 1385 la città, insieme a Cervia e Bertinoro;
- Galeotto detto  "Belfiore", per essere nato nel castello di Montefiore (1377 – 1401), figlio di Galeotto I Malatesta, fu un condottiero ed è anche noto come Galeotto Novello per distinguerlo dal padre;
- Giovanni IV? o Zanne? (1377 – 1442), fu un condottiero;

### XV secolo
- Malatesta IV detto "dei Sonetti" (... – 1429), unico figlio di Pandolfo II Malatesta, fu un condottiero e dal 1385 signore di Pesaro, Fossombrone, Gradara, Jesi, Narni e altri feudi italiani. Fu inoltre un poeta, autore di una raccolta chiama Canzoniere, e capostipite dei Malatesta di Pesaro;
- Galeazzo, soprannominato "l'Inetto" (1385 – 1461), figlio di Malatesta IV Malatesta, fu un condottiero e signore di Pesaro e di Fossombrone, ma nel 1444 vendette ad Alessandro Sforza Pesaro e due anni dopo Fossombrone a Federico da Montefeltro, causando l'ira dei familiari e la scomunica dalla Santa Sede;
- Carlo II (1390 ca. – 1438), figlio di Malatesta IV Malatesta, fu un condottiero e signore di Pesaro, Gradara, Senigallia, Fossombrone e Civitanova;
- Carlo III (... – 1486), figlio di Giovanni III Malatesta, fu un condottiero e marchese di Roncofreddo e Montiano;
- Galeotto II Roberto  (1411 – 1432), figlio di Pandolfo III Malatesta, fu un condottiero e signore di Rimini dal 1429 alla morte;
- Sigismondo Pandolfo detto "il Lupo di Rimini" (1417 – 1468), figlio di Pandolfo III Malatesta, fu un condottiero e signore di Rimini dal 1432 alla morte. È considerato tra i più audaci condottieri militari italiani, partecipò alle più importanti battaglie dell'epoca, ma perdette quasi tutto il territorio malatestiano. Fu inoltre un poeta e patrono delle arti, e rinnovò completamente il principale luogo di sepoltura della sua famiglia, il Tempio Malatestiano, con il contributo di grandi artisti come l'Alberti, il Duccio, il della Francesca;
- Domenico detto "Malatesta Novello" (1418 – 1465), figlio di Pandolfo III Malatesta, fu un condottiero e ultimo signore di Cesena, dal 1429 alla morte. Fece fondare ed inaugurò nel 1454 la Biblioteca Malatestiana, la prima biblioteca civica d'Italia e d'Europa;
- Roberto detto "il Magnifico" (1440 – 1482), figlio illegittimo, poi legittimato, di Sigismondo Pandolfo Malatesta. Fu un condottiero e usurpò nel 1469 al fratello Sallustio, che uccise, la Signoria di Rimini divenendo signore fino alla morte;
- Sallustio (... – 1470), figlio illegittimo, poi legittimato, di Sigismondo Pandolfo Malatesta. Designiato dal padre come suo successore sulla Signoria di Rimini, a Sallustio venne usurpatò il trono dopo pochi mesi dal fratello Roberto, che lo assassinò;
- Valerio (... – 1470), figlio naturale di Sigismondo Pandolfo Malatesta, fu un condottiero;
- Ramberto Novello detto "Bonatesta" (1475 – 1532), figlio di Carlo III Malatesta, fu un condottiero. Molto abile nelle discipline letterarie e pedagogiche, tanto da essere soprannominato "il Filosofo";
- Pandolfo IV (1475 – 1534), figlio di Roberto Malatesta, fu un condottiero e signore di Rimini dal 1482. Soprannominato "Pandolfaccio", fu un incapace, tanto che venne costretto nel 1500 a vendere per soli 2900 ducati la Signoria di Rimini alla Repubblica di Venezia, cercando in vano negli anni successivi di riconquistarla. Fu l'ultimo signore di Rimini;
- Carlo IV (1480 – 1504), figlio naturale legittimato di Roberto Malatesta, fu un condottiero;
- Pandolfo V (... – ...), figlio di Niccolò I Malatesta, fu un condottiero;
- Galeotto III (... – 1423), figlio di Giovanni (?) Malatesta, fu un condottiero;
- Giovanni V detto "l'Ardimentoso" (... – 1432), figlio di Ramberto III Malatesta, fu un condottiero. Cercò di usurpare il trono a Galeotto II Roberto, ma venne sconfitto ed esiliato a Mantova, dove morì;
- Niccolò II detto "Cocco" (... – 1464), fu un condottiero e signore di Ghiaggiòlo, Bonalda, Valdiponto e Petrella;
- Giovanni VI? (... – 1452), fu un condottiero;
- Giovanni VII? (... – ...), fu un condottiero;
- Giovanni VIII? (1478 – 1529), fu un condottiero;
- Raimondo (... – 1492), figlio di Almerico Malatesta, fu un condottiero e generale delle milizie malatestiane, per questo nel 1492 venne fatto assassinare per gelosia dal fratello Galeotto IV;
- Galeotto IV (... – 1492), figlio di Almerico Malatesta, fu un condottiero. Per gelosia fece uccidere il fratello Raimondo, e tentò di assassinare anche il nipote Pandolfo IV, ma quest'ultimo, scoperta la congiura, lo fece uccidere;
- Ramberto III? (... – 1447), fu un condottiero;
- Ramberto IV? (... – 1450), fu un condottiero;
- Sigismondo I (1498 – 1543), figlio di Pandolfo IV Malatesta, fu un condottiero;

### XVI secolo
- Malatesta VI (... – 1528), fu un condottiero;
- Carlo V (... – 1544), figlio di Ramberto Novello, fu un condottiero;
- Leonida (1500 – 1557), figlio di Malatesta VI Malatesta, fu un condottiero;
- Sigismondo II (1502 – 1555), figlio di Malatesta VI Malatesta, fu un condottiero;
- Lamberto II? (1528 – 1587), fu un condottiero;
- Sempronio II (1528 – 1623), figlio di Sempronio I Malatesta, fu un condottiero;
- Giacomo (1530 – 1600), figlio di Leonida, fu un condottiero;
- Ercole (... – 1591), figlio di Sigismondo II Malatesta, fu un condottiero e governatore della fortezza di Legnano dal 1585 alla morte;
- Malatesta VIII? (... – 1564), fu un condottiero;
- Niccolò III (1591 – 1633), figlio di Pandolfo VI Malatesta, fu un condottiero;
- Roberto III? (... – 1547), fu un condottiero;
- Roberto IV? (... – 1571), fu un condottiero;
- Sigismondo III? (... – ...), fu un condottiero;

### XVII secolo
- Carlo VII? (1595 – 1655), fu un condottiero;
- Carlo VIII? (1621 – 1655), fu un condottiero;
- Carlo Felice (1569 – 1634), figlio di Giacomo Malatesta, fu un condottiero;
- Gaspero? (... – 1616), fu un condottiero;
- Ramberto V? (... – 1616), fu un condottiero;

## Vescovi ed Arcivescovi della famiglia Malatesta
| Ritratto | Nome       | Stemma vescovile/arcivescovile | Nascita                   | Consacrazione a vescovo | Morte          | Incarichi ricoperti | Note                                                                     |
|          | Leale      |                                | Prima metà del XIV secolo | ...                     | 1400           | Fu prima vescovo di Pesaro, dal 1370 al 1374, poi vescovo di Rimini, dal 1374 alla morte.                                                                                  | Figlio illegittimo, poi legittimato nel 1363, di Malatesta III Malatesta |
|          | Pandolfo   |                                | 1390 circa                | 1416                    | 17 aprile 1441 | Amministratore Apostolico Diocesi di Brescia dal 1416 al 7 ottobre 1418. Fu prima vescovo di Coutances, dal 1418 al 1424, poi arcivescovo di Patrasso, dal 1424 alla morte | Figlio di Malatesta IV Malatesta                                         |
|          | Bartolomeo |                                | ...                       | ...                     | 1448           | Fu vescovo di Rimini dal 1445 alla morte | Probabilmente figlio di Galeotto I Malatesta                             |
|          | Antonio    |                                | ...                       | 1435                    | 1475           | Fu vescovo di Cesena dal 1435 alla morte | Probabilmente figlio di Niccolò Filippo Malatesta                        |

## Arma
( Pompeo Litta, Famiglie celebri d'Italia. Malatesta di Rimini, Torino, 1835. e Giovanni Rimondini, p. 20)
oppure, in maniera meno ridondante
( Carlo Maspoli (a cura di), Stemmario Trivulziano, Milano, 2000,  p. 429.)
si attribuisce alla famiglia Malatesta anche un altro stemma ove sono aggiunte tre teste al naturale, rendendola un'arma parlante.

Blasonatura: inquartato nel primo e nel quarto bandato di sei pezzi tre scaccati d'oro e di rosso e tre d'argento, nel secondo e nel terzo di verde alle tre teste al naturale, alla bordura indentata d'oro e di nero.

sotto Sigismondo, l'emblema della famiglia era un elefante al naturale, e come cimiero, una testa d'elefante al naturale

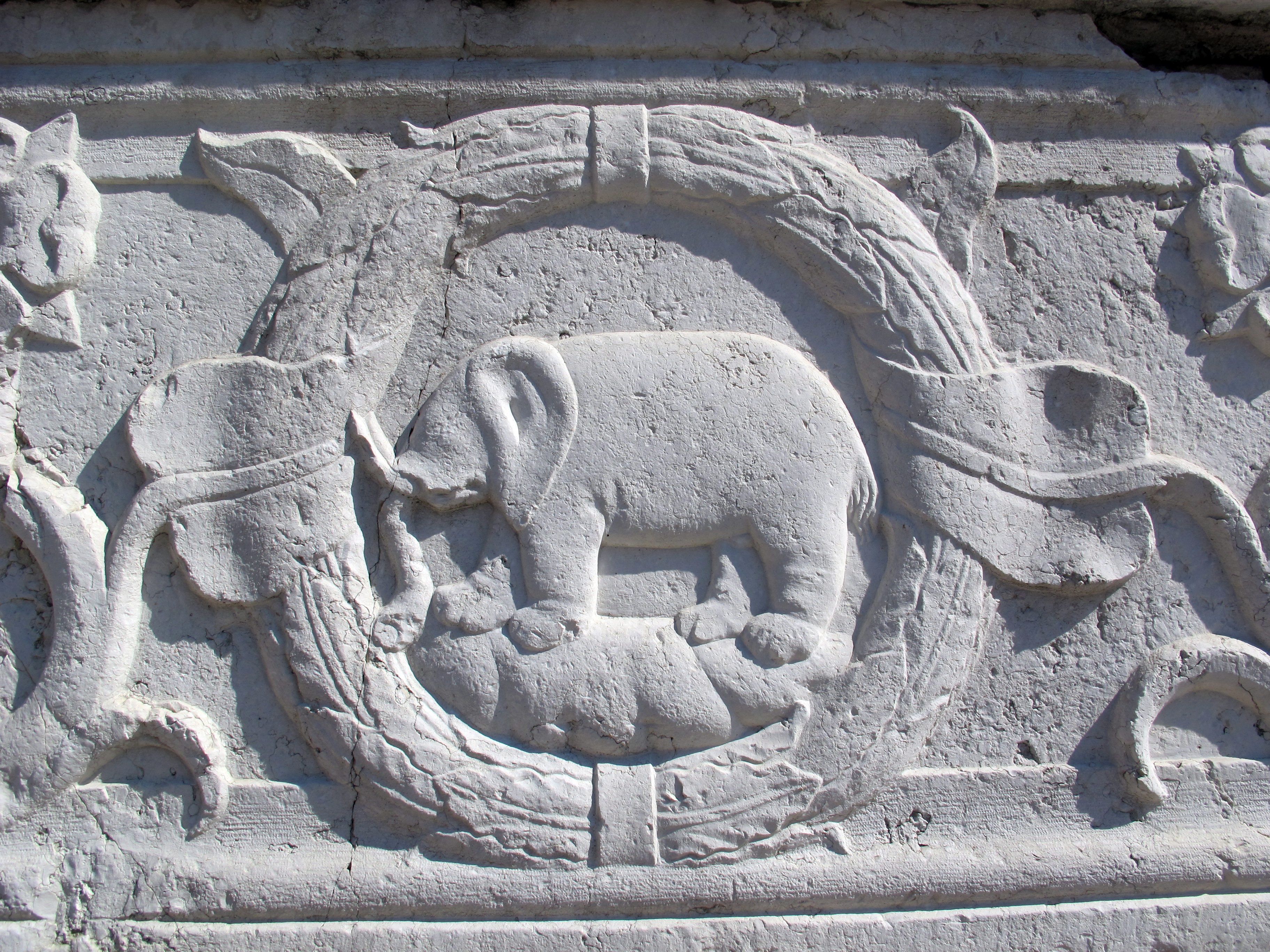
Elefante Di Casa Malatesta, ritratto nel Tempio Malatestiano

## Genealogia
```
Malatesta I Malatesta
 (1183-1248)
= Adelasia
│
└── 
Malatesta da Verrucchio
 (1212-1312)
    =(1) Concordia di Enrighetto
    │
    ├── 
Malatestino
 (m. 
1317
)
    │   = Giacoma de' Rossi
    │   │
    │   ├── 
Ferrantino
 (1258-1353)
    │   │   = Belluccia
    │   │   │
    │   │   └── 
Malatestino Novello Malatesta
 (?-1335)
    │   │
    │   └── 
Giovanni III
 (?-1375)
    │        = ?
    │        │
    │        └── 
Carlo III
 (?-1486)
    │            + ?
    │            │
    │            └── 
Ramberto Novello
  (1475–1532)
    │                + ?
    │                │
    │                ├── Galeotto
    │                │
    │                └── 
Carlo V
 (?-1544)
    │
    ├── Rengarda = 
Francesco Manfredi
 (1260-1343) signore di Faenza
    │
    ├── 
Gianciotto
 (m. 1304)
    │   = 
Francesca da Polenta

    │   │
    │   └── Concordia
    │
    │   = Ginevra Zambrasi
    │   │
    │   ├── Tino
    │   │
    │   ├── Rengardina
    │   │
    │   ├── 
Guido Arciprete

    │   │
    │   ├── 
Ramberto
(m. 1330)
    │   │
    │   └── Margherita
    │
    │
    ├── 
Paolo
 (1246-1285)
    │   = Orabile Beatrice
    │   │
    │   ├── 
Uberto
 (1270-1324)
    │   │    = ?
    │   │    │
    │   │    └── 
Ramberto I
 (1302–1367)
    │   │         = ?
    │   │         │
    │   │         └── 
Niccolò I
 (?-1374)
    │   │              = ?
    │   │              │
    │   │              └── 
Pandolfo V

    │   │
    │   └── Margherita
    │
    └── Ramberto
```

```
    =(2) Margherita Paltenieri di Monselice
    │
    ├── Maddalena
    │
    ├── 
Simona

    │
    └── 
Pandolfo I
 (?-
1326
)
        = Taddea
        │
        ├── 
Malatesta III

        │   = Costanza Ondedei
        │   │
        │   ├── 
Pandolfo II
 (1325-1373)
        │   │   = Paola Orsini
        │   │   │
        │   │   └── 
Malatesta IV Malatesta
 (1370-1429)
        │   │       = Elisabetta da Varano
        │   │       │
        │   │       ├── 
Galeazzo
 (1385-1452)
        │   │       │   = Battista da Montefeltro
        │   │       │
        │   │       ├── 
Carlo II
 (1390-1438)
        │   │       │   = Vittoria Colonna
        │   │       │
        │   │       ├── Taddea (?-1427)
        │   │       │
        │   │       ├── 
Pandolfo
 (1390-1441)
        │   │       │
        │   │       ├── 
Galeotto II
 (1398-1414)
        │   │       │
        │   │       ├── Paola (?-1447)
        │   │       │   = 
Gianfrancesco Gonzaga

        │   │       │
        │   │       └── 
Cleofe
 (?-1433)
        │   │           = 
Teodoro II Paleologo (Despota della Morea)

        │   │
        │   ├── 
Malatesta Ungaro
 (1327-1375)
        │   │   = ?
        │   │   │
        │   │   └── 
Costanza
 (?-1378)
        │   │
        │   │   = Costanza d'Este
        │   │
        │   ├── Caterina
        │   │
        │   ├── Masia
        │   │
        │   ├── Ginevra (1350-?)
        │   │
        │   └── Melchina
        │
        └── 
Galeotto I
 (1299-1385)
            = Elisa de la Villette
            = Gentile da Varano
            │
            ├── 
Carlo I Malatesta
 (1368-1429)
            │
            ├── 
Pandolfo III
 (1370-1427)
            │   + 
Antonia da Barignano

            │   │
            │   ├── 
Galeotto Roberto
 (1411–1432)
            │   │   = 
Margherita d'Este

            │   │
            │   ├── 
Sigismondo
 (1417–1468)
            │   │   = 
Ginevra d'Este

            │   │   = 
Polissena Sforza

            │   │   │
            │   │   ├── Galeotto (1442)
            │   │   │
            │   │   └── Giovanna (1444-1511)
            │   │       = Giulio Cesare da Varano
            │   │
            │   │   = 
Isotta degli Atti

            │   │   │
            │   │   ├── Roberto (1447)
            │   │   │
            │   │   ├── Sallustio
            │   │   │
            │   │   ├── Vittorio
            │   │   │
            │   │   └── 
Roberto
 (1440-1482)
            │   │       = 
Elisabetta da Montefeltro

            │   │       │
            │   │       └── 
Pandolfo IV
 (1475-1534)
            │   │
            │   └── 
Domenico
 (1418-1465)
            │       = 
Violante da Montefeltro

            │
            ├── 
Margherita
 (1370-1399)
            │   = 
Francesco I Gonzaga

            │
            ├── 
Andrea
 (1373-1416)
            │
            └── 
Galeotto Belfiore
 (1377-1400)
```